# Selves tropicals de la Polinèsia Central
Les Selves tropicals de la Polinèsia Central són una ecoregió de boscos tropicals i subtropicals pluvials de fulla ampla de la Polinèsia. Inclou el grup nord de les Illes Cook, les Illes de la Línia a Kiribati, i l'atol Johnston, l'illa Jarvis, l'atol Palmyra i l'escull Kingman, que són possessions dels Estats Units.

## Geografia
Totes les illes de l'ecoregió són atols, illes baixes de sorra coral·lina que envolten una llacuna central. Hi ha vuit atols habitats i nou deshabitats.
Les illes de l'ecoregió estan alineades de nord-nord-oest a sud-sud-est durant 3.400 quilòmetres (2.100 milles), creuant l'equador. El més septentrional, l'atol Johnston, es troba a 16°44′ de latitud N i 169°31′ de longitud O. El més meridional és Suwarrow a 13°16′ de latitud S i 163° 7′ de longitud O.
Teraina, Tabuaeran, Kiritimati, Malden, Starbuck, Vostok, Caroline i Flint formen part de Kiribati. Kingman Reef, l'atol de Palmyra i l'illa Jarvis són territoris dels Estats Units. Kiritimati és l'illa més gran amb 388 quilòmetres quadrats.
L'atol de Johnston es troba al nord-oest de les illes de la Línia i al sud-oest de les illes Hawaii.
Les illes Cook del nord inclouen els atols de Pukapuka, Rakahanga, Manihiki, Penrhyn i Suwarrow. Les illes Cook del sud es troben a l'ecoregió independent dels boscos tropicals humits de les illes Cook.

## Clima
El clima de les illes és tropical. La temperatura és càlida durant tot l'any, amb poca variació estacional. Les illes del sud i del nord es troben dins del cinturó de vents alisis i reben regularment entre 1.500 i 3.000 mm de precipitació anual. Les illes situades a 5° de latitud de l'equador reben menys de 1.000 mm anuals, amb sequeres periòdiques.

## Flora
La vegetació autòctona de les illes més humides és el bosc d'atols tropicals. Les espècies característiques són comunes a les zones costaneres de l'Indopacífic, i inclouen els arbres Pisonia grandis, Llorer d'Alexandria, Heliotropium foertherianum, Pandanus tectorius, Cordia subcordata i Guettarda speciosa, i els arbustos Morinda citrifolia, Scaevola taccada, Suriana maritima i Pemphia acidula.
Les illes més seques i baixes estan cobertes de plantes baixes, com ara l'herba Lepturus repens i les enfiladisses Tribulus cistoides o Portulaca lutea, amb zones d'Heliotropium foertherianum, i els matolls Pemphis acidula i Scaevola taccada.

## Àrees protegides
Una avaluació del 2017 va trobar que el 83% de l'ecoregió es troba en zones protegides. Les zones protegides inclouen:
- Refugi de vida silvestre de Kiritimati
- Atol de Suwarrow
- Monument Nacional Marí del Patrimoni de les Illes del Pacífic: protegeix l'escull Kingman, l'atol Johnson, l'illa Jarvis i l'atol Palmyra.